# Philodromus morsus
Philodromus morsus este o specie de păianjeni din genul Philodromus, familia Philodromidae, descrisă de Karsch, 1884. Conform Catalogue of Life specia Philodromus morsus nu are subspecii cunoscute.